# (11256) Fuglesang
(11256) Fuglesang ist ein Asteroid des inneren Hauptgürtels, der am 2. September 1978 vom schwedischen Astronomen Claes-Ingvar Lagerkvist am La-Silla-Observatorium der Europäischen Südsternwarte in Chile (IAU-Code 809) entdeckt wurde.
Nach der SMASS-Klassifikation (Small Main-Belt Asteroid Spectroscopic Survey) wurde bei einer spektroskopischen Untersuchung von Gianluca Masi, Sergio Foglia und Richard P. Binzel bei (11256) Fuglesang von einer hellen Oberfläche ausgegangen, es könnte sich also, grob gesehen, um einen S-Asteroiden handeln.
(11256) Fuglesang wurde am 2. April 2007 nach Christer Fuglesang (* 1957) benannt, dem ersten und einzigen schwedischen Astronauten.